# Дубова Шия
Дубова Шия — колишній хутір на Переяславщині (Київська область). Ймовірно зник у роки Німецько-радянської війни.
Нині існує урочище з однойменною назвою, що знаходиться дещо на сході від місцезнаходження колишнього хутора.

## З історії
За описом Київського намісництва 1781 року хутір Дубова Шия належав до Третьої Переяславської сотні Переяславського полку.
Зі скасуванням козацького полкового устрою, хутір перейшов до складу Переяславського повіту Київського намісництва (хоча у деяких описах зазначений у складі Золотоніського повіту). За описом 1787 року у хуторі налічувалось 3 душі і був у власності «казених людей».
Хутір позначався на сході між Гайшином і Гланишівом по іншу сторону р.Трубіж, як на детальних мапах Російської імперії, так і на радянських мапах. Проте з 1940-х років інформація про хутір відсутня.